# Myochrous
Myochrous is een geslacht van kevers uit de familie bladkevers (Chrysomelidae).
De wetenschappelijke naam van het geslacht werd in 1847 gepubliceerd door Wilhelm Ferdinand Erichson.

## Soorten
- Myochrous adisi Medvedev, 2004